# Un homme bon et mauvais
Pour plus de détails, voir Fiche technique et Distribution.
Un homme bon et mauvais (Плохой хороший человек, Plokhoï khorochiï tchelovek) est un film soviétique réalisé par Iossif Kheifitz, sorti en 1973,.

## Distribution
- Oleg Dahl : Ivan Laïevski
- Vladimir Vyssotski : Nicolas Von Koren, zoologiste
- Lioudmila Maksakova : Nadejda Fedorovna
- Anatoli Papanov : Alexandre Samoïlenko, médecin
- Anatoli Azo : Kiriline

## Fiche technique
- Titre original : Плохой хороший человек
- Titre français : Un homme bon et mauvais[3]
- Photographie : Genrikh Marandjian
- Musique : Nadejda Simonian
- Décors : Isaak Kaplan
- Montage : Stera Gorakova
- Production : Lenfilm
- Date de sortie :
  - Union des Républiques socialistes soviétiques : 10 décembre 1973